# Bornholms Museum

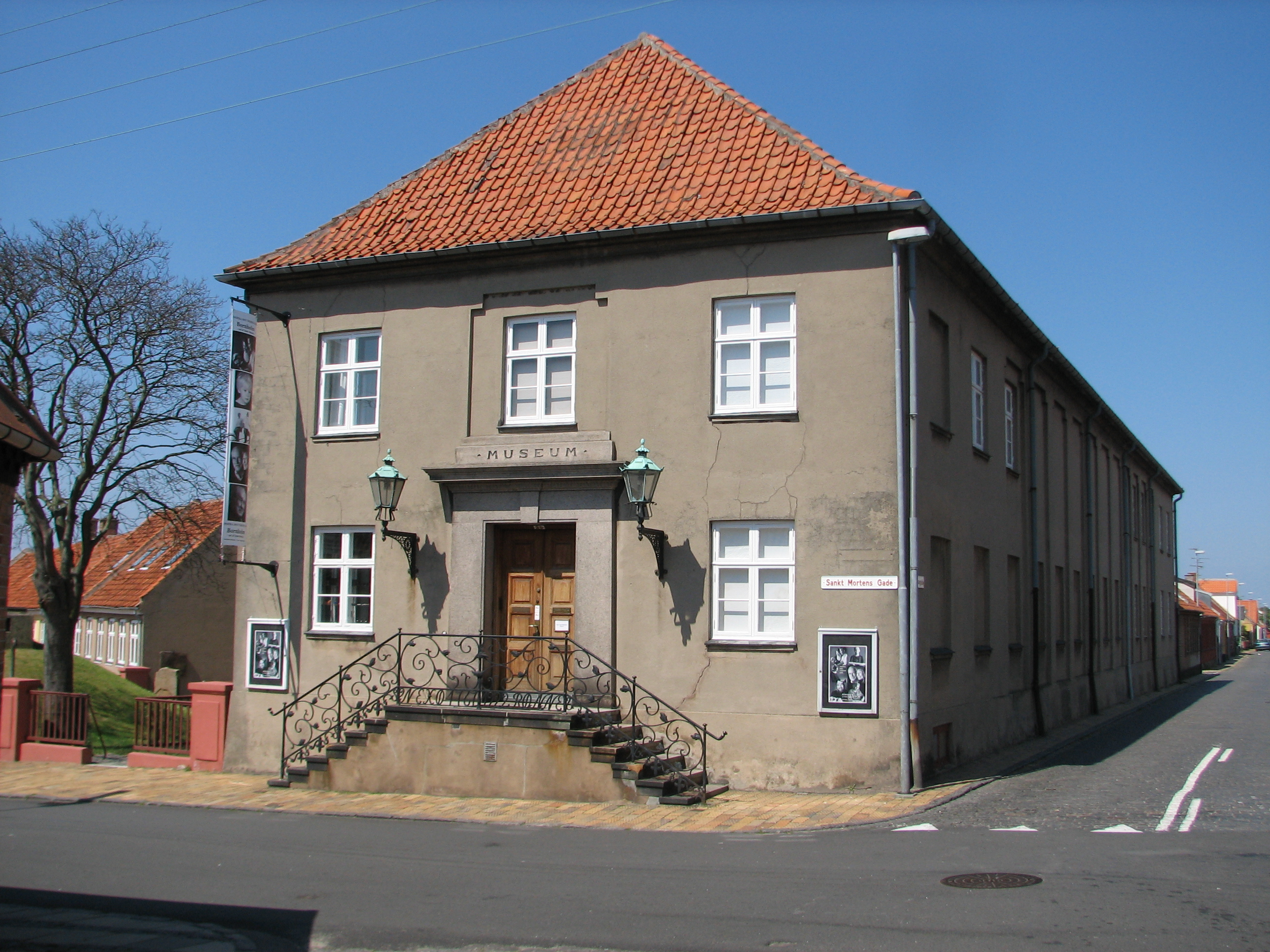
Bornholms Museum

Das Bornholms Museum ist ein kulturhistorisches Museum in Rønne auf der dänischen Insel Bornholm und wurde 1893 gegründet.
Das Museum zeigt prähistorische und neuzeitliche Exponate aus der 10.000jährigen Kulturgeschichte der Insel, darunter die vom Wohnplatz Limensgård und der weiter nördlich gelegenen kleinen Inselgruppe um Christiansø seit dem 16. Jahrhundert.
Das Museum unterhält auf Bornholm weitere Standorte zu besonderen Themen, wie Hjorths Fabrik (Rønne, Keramikherstellung), Erichsens Gård (Rønne, bürgerliche Wohnkultur des 19. Jahrhunderts), und das Landwirtschaftsmuseum Melstedtgård (in Melstedt bei Gudhjem). Zur Unterscheidung von seinen weiteren Standorten wird der Hauptstandort auch Kulturhistorisk Museum genannt.
Derzeit entsteht am Standort des Bornholms Kunstmuseum in Rø der Neubau eines Museumszentrums. Nach dessen Fertigstellung wird das Bornholms Museum nach dort umziehen.